# Kanton Rivière-Salée
Kanton Rivière-Salée (francouzsky Canton de Rivière-Salée) byl francouzský kanton v departementu Martinik v regionu Martinik. Nacházela se v něm pouze obec Rivière-Salée. Zrušen byl v roce 2015.